# Na'od
Na'od, död 1507, var kejsare av Etiopien mellan 1494 och 1507.